# 渡村 (熊本県)
渡村（わたりむら）は、熊本県球磨郡にあった村。

## 歴史
- 1889年4月1日 - 町村制施行により渡村発足。
- 1954年4月1日 - 一勝地村、神瀬村と合併して球磨村となり、消滅。

## 教育
- 渡村立渡中学校
- 渡村立渡西小学校
- 渡村立渡東小学校
  - 立野分校
  - 内布分校